# Motopiana
La Motopiana, a volte anche scritto Moto Piana, è stata una azienda italiana specializzata nella costruzione di motociclette attiva tra il 1923 e il 1930.

## Storia
Nel 1911 il fiorentino Ettore Piana si iscrisse alla Coppa della Consuma dove riuscì a chiudere la gara al terzo posto. Nel 1914, insieme al fratello Aristide, conquistò la cronoscalata della Consuma alla guida di un sidecar BAT.
A Firenze, nel 1923, dopo la prima guerra mondiale, i fratelli Piana iniziarono a costruire in proprio dei telai ai quali applicarono sia i motori a quattro tempi Jap sia i motori a due tempi Villiers; iniziò così la produzione delle biciclette a motore Piana. Sulla scia dell'esempio paterno anche i figli di Ettore, Aldo e Gualtiero, iniziarono l'attività agonistica. Gualtiero vinse il Gran Premio di Brescia nel 1922 alla guida di una bicicletta a motore DKW mentre il fratello Aldo vinse, nello stesso 1922, la prima edizione della Coppa Ardenza.
Nel 1923 Gualtiero Piana si iscrisse al Raid Nord-Sud, che si correva da Milano a Napoli, su una motocicletta di 147 cm³ di loro completa costruzione. La corsa però non venne completata a causa dei numerosi problemi che ebbe il mezzo: la carburazione fu difettosa, si ruppe il serbatoio e infine si ruppe anche il fanale. Nonostante il pessimo esordio, l'anno seguente, Gualtiero si iscrisse nuovamente al Raid: stavolta era alla guida di una moto alla quale era stato applicato un motore Villiers di 250 cm³ e che gli permise di finire la gara all'ottavo posto assoluto.
Nel 1925 cominciano anche ad arrivare le vittorie, tutte nella classe 250 cm³. Aldo vince al Circuito della Val di Chiana mentre Gualtiero vince alla Coppa della Consuma e alla Milano-Napoli. Le vittorie conseguite portarono alla decisione di diventare un vero e proprio costruttore di motociclette.
Nel 1926 venne fondata la Società Anonima Motopiana con sede a Firenze in via Campo d'Arrigo 102. La presidenza della società fu data a Gastone Pinucci, presidente del Motoclub Firenze, il vicepresidente fu Ettore Piana mentre i due figli Aldo e Gualtiero furono i consiglieri. La produzione si concentrò su moto da corsa e da turismo e, come molti altri costruttori dell'epoca, la Motopiana era una casa che realizzava i telai in proprio sui quali montava motori prodotti da altre case. Tra i primi modelli costruiti ci fu la S4 Standard che montava motori Villiers da 147 cm³ o da 250 cm³.. Il modello S5 montava invece motori Jap da 350 cm³, o da 500 cm³.. Un altro modello di quell'anno fu la bicicletta a motore M250 cmc. Oltre all'inizio della produzione, il 1926, fu un anno ricco di vittorie. Sulle Motopiana, oltre ai fratelli Aldo e Gualtiero, iniziarono a correre anche piloti esterni quali Luigi Nencioni e Mario Moradei. Il successo più importante fu la vittoria della Coppa Costruttori 1926 messa in palio da Italo Balbo.
Nel 1927 le moto della casa fiorentina battono più volte la casa motociclistica italiana allora dominate: la Moto Guzzi. Nella classe 250 cm³ le Motopiana vincono al Circuito di Montenero con alla guida Gualtiero Piana, al Circuito dei Monti Peloritani con alla guida Nello Benelli e al Circuito di La Spezia condotte da Mario Moradei. Nello stesso anno Gualtiero Piana progetta il suo primo motore. Partendo dalla sua conoscenza dei motori inglesi, Gualtiero, realizza un motore semplice e pratico, che viene giudicato adatto anche per andare nelle mani di chi non ha grandi capacità motociclistiche.
La moto su cui viene installato è la Motopiana tipo M Standard 250: motore a quattro tempi con valvole laterali di 248 cm³ di cilindrata, cambio a tre velocità e una potenza di 6,5 HP. Uno dei grandi problemi dei motori dell'epoca era il raffreddamento ma Gualtiero dimostrò che il suo era affidabile anche su quel versante: per dimostrarlo percorse i 15 chilometri della salita della Consuma in prima marcia e andando il più piano possibile. Arrivò in vetta in due ore senza subire il minimo problema.
Nel 1928 la moto con motore Motopiana riscosse un buon successo ma nonostante ciò la casa continuò ad usare i motori inglesi per le cilindrate diverse dalla 250 cm³.. Tra i diversi successi in gare del 1928 va segnalata la vittoria nella classe 250 cm³ nel Circuito del Lario, in quella che era la tana della Moto Guzzi.
Nel 1929 la crisi. La crisi fu sia di risultati in gara dove raccolse pochi allori ma soprattutto la crisi economica mondiale causò alla casa fiorentina un vero tracollo di vendite. La storia della Motopiana termina il 29 novembre 1930 con il fallimento dell'impresa.

## Motopiana oggi
Le Motopiana sopravvissute sono soltanto sei. Una 350 cm³. è esposta al Museo di Rimini mentre le altre sono in mano a collezionisti privati residenti tra le province di Firenze e Siena.